# Бриц (район Берлина)
Бриц (нем. Britz) — район в берлинском административном округе Нойкёльн. Первое упоминание деревни Бриц датируется 1237 годом. В 1920 году Бриц вместе с близлежащими деревнями Букков, Рудов и городом Нойкёльн был присоединён к «Большому Берлину» в составе нового округа Нойкёльн. В 2002 году из районов Бриц, Букков и Рудов был выделен отдельный район Гропиусштадт.

## Достопримечательности

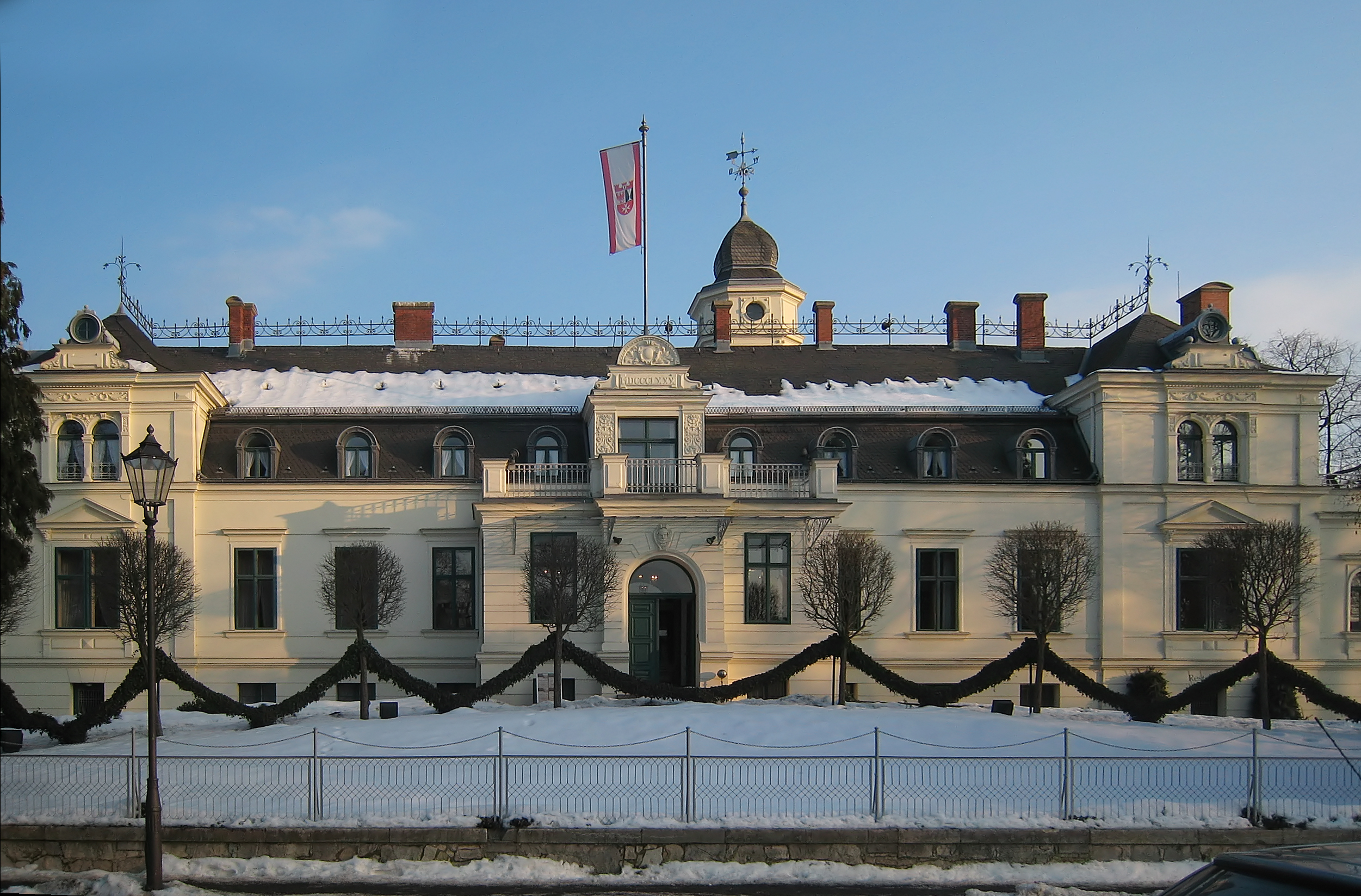
Дворец Бриц
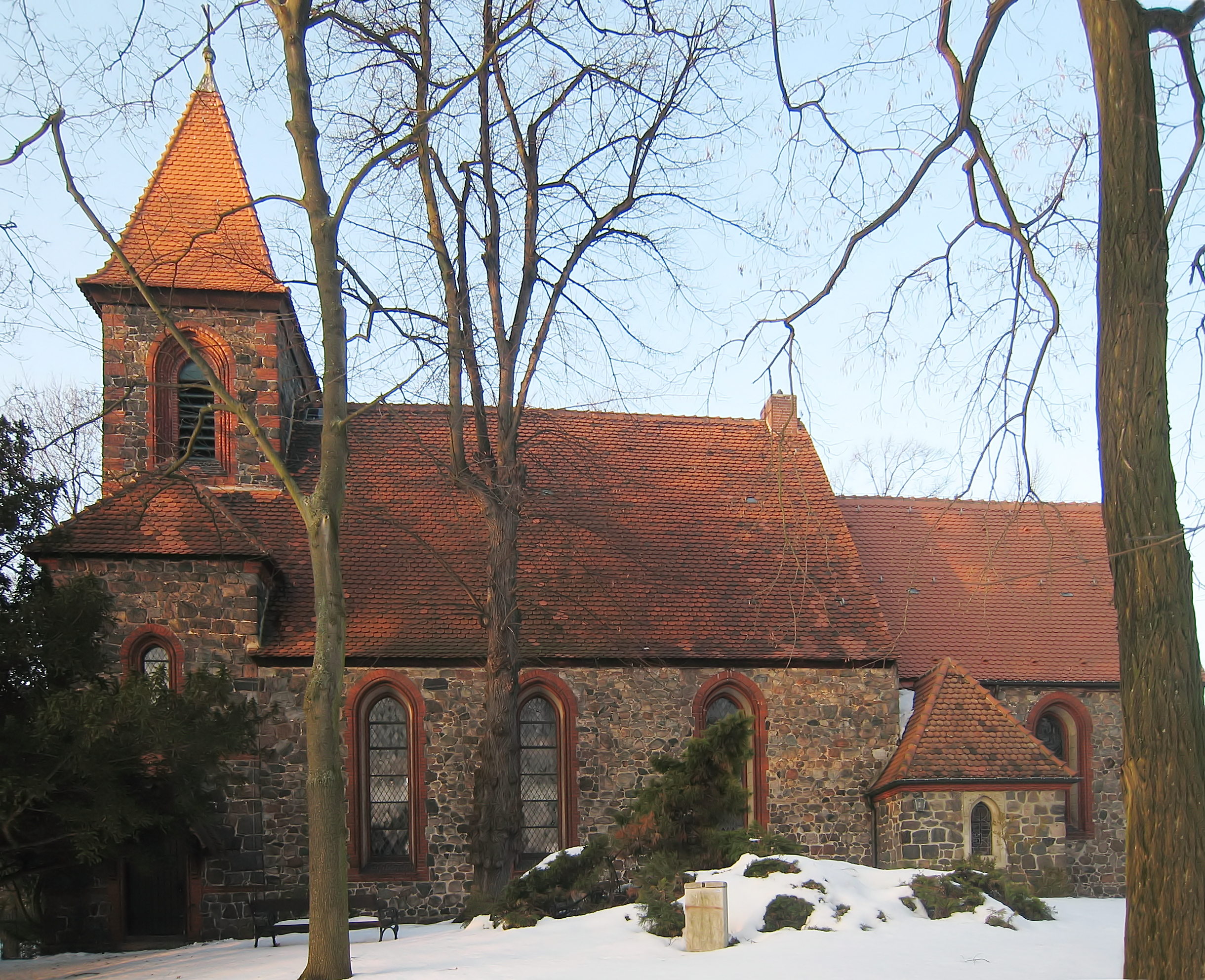
Деревенская церковь Брица
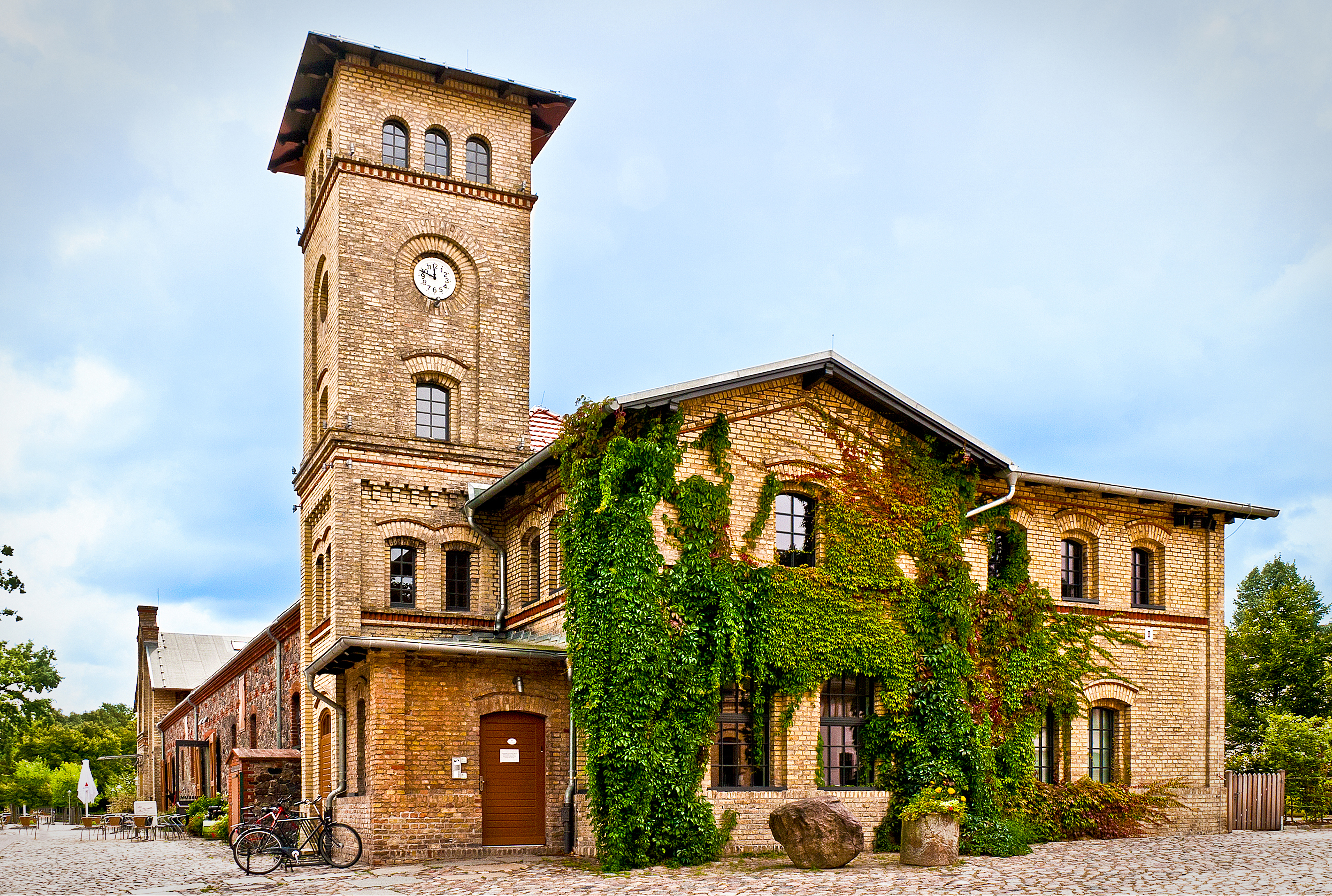
Старое поместье
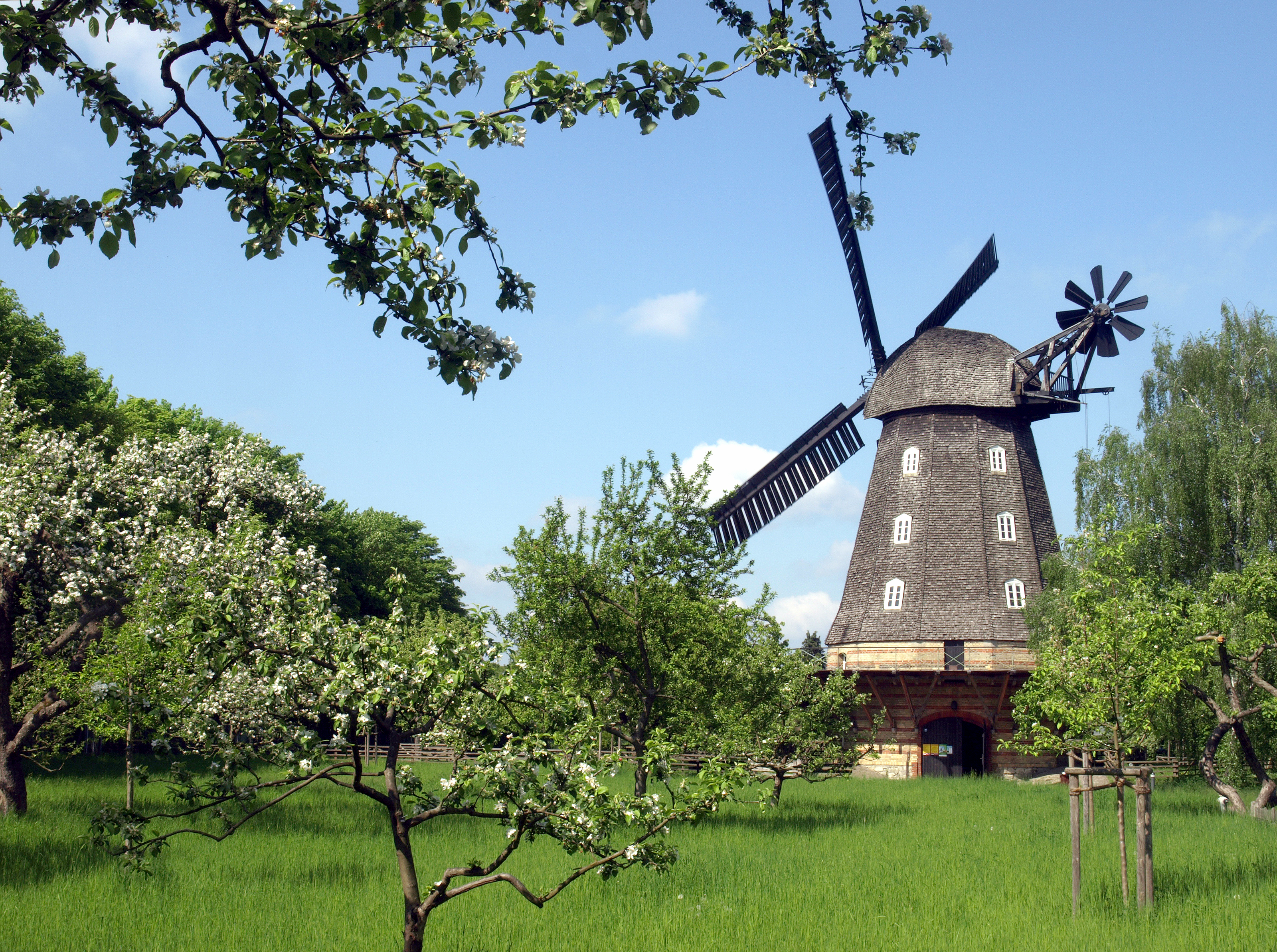
Мельница
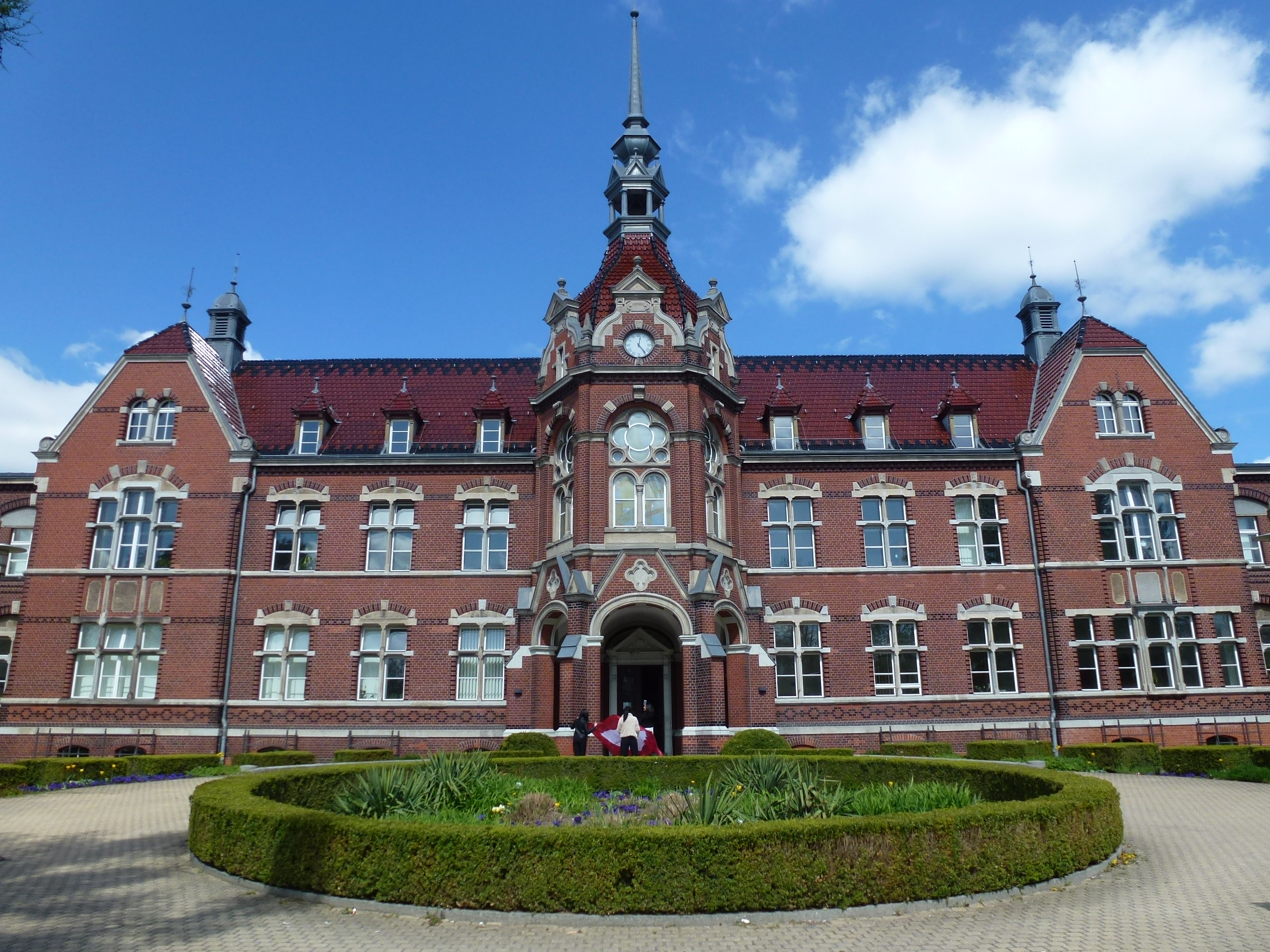
Больница Брица
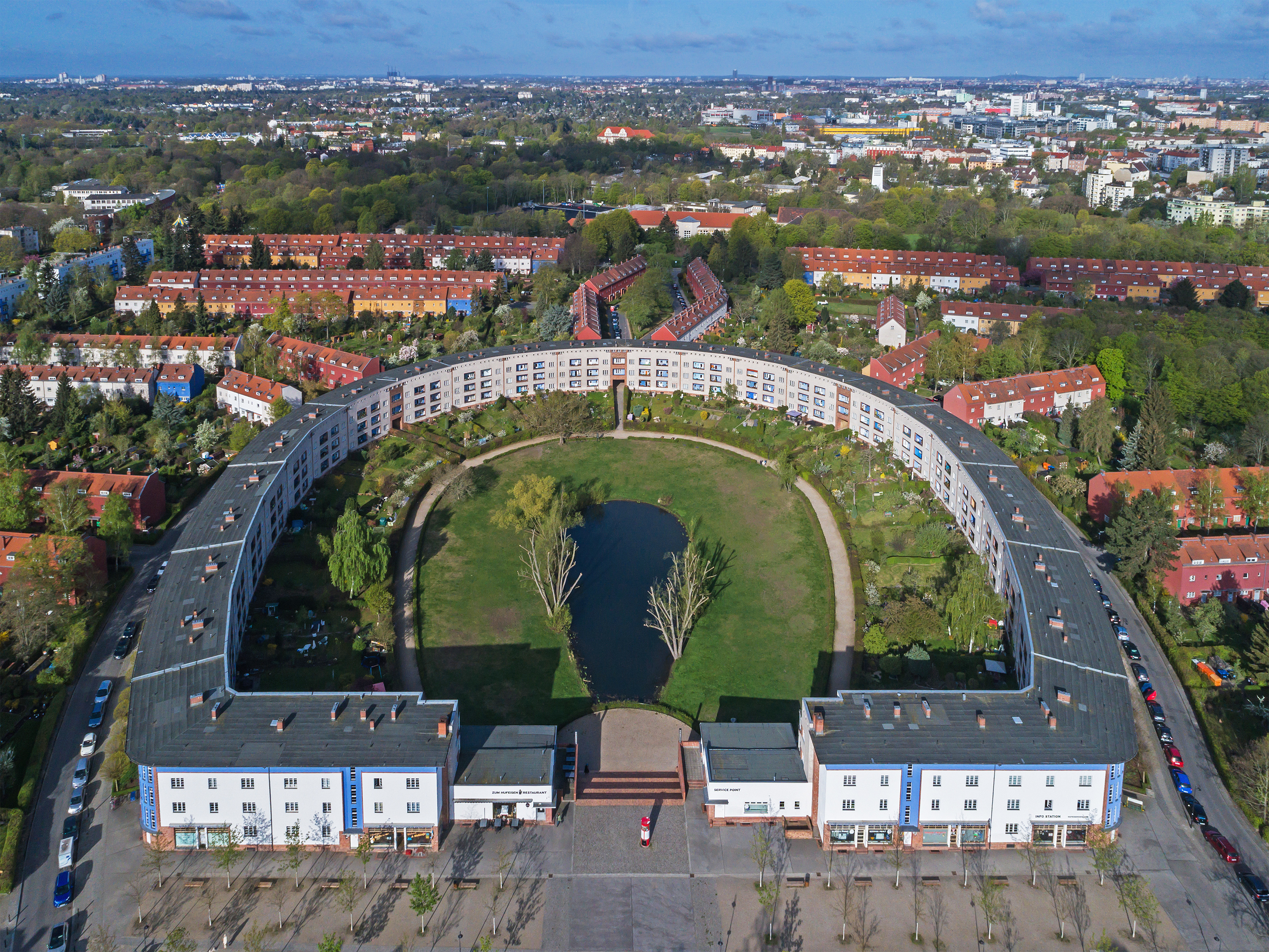
Посёлок Хуфайзен
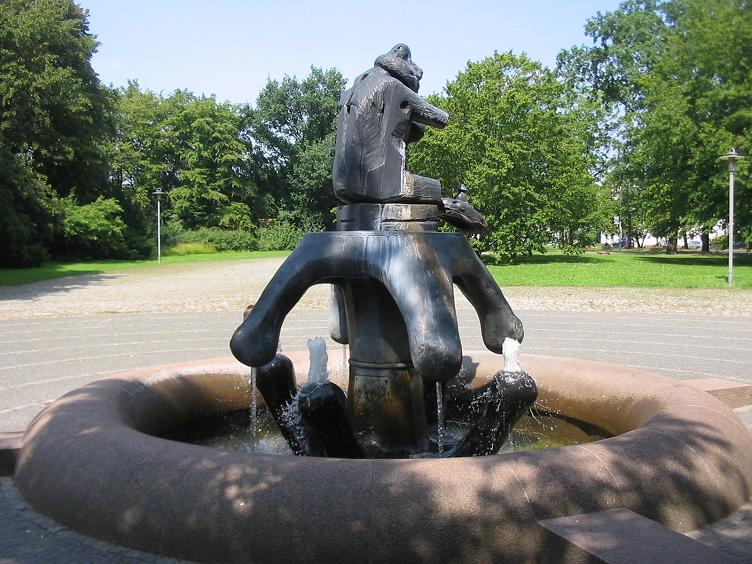
Фонтан Fette Henne